# Maria (bulgarisk kejsarinna)
Maria, död efter 1029, var en kejsarinna (tsaritsa) av Bulgarien 1015-1018 som gift med tsar Ivan Vladislav av Bulgarien. 
År 1018 erövrades Bulgarien av Bysans och hennes make dödades utanför huvudstadens portar. 
Maria och den bulgariska adeln underkastades sig kejsaren i utbyte mot sina liv och egendom. Hon och hennes barn fördes sedan till hovet i Konstantinopel, där de integrerades i den bysantinska hovadeln och hon blev hovdam. 
1029 ertappades hon och hennes son med att konspirera mot kejsaren, varpå de blev inspärrade i kloster. 